# Muzeum Produkcji Zapałek w Częstochowie

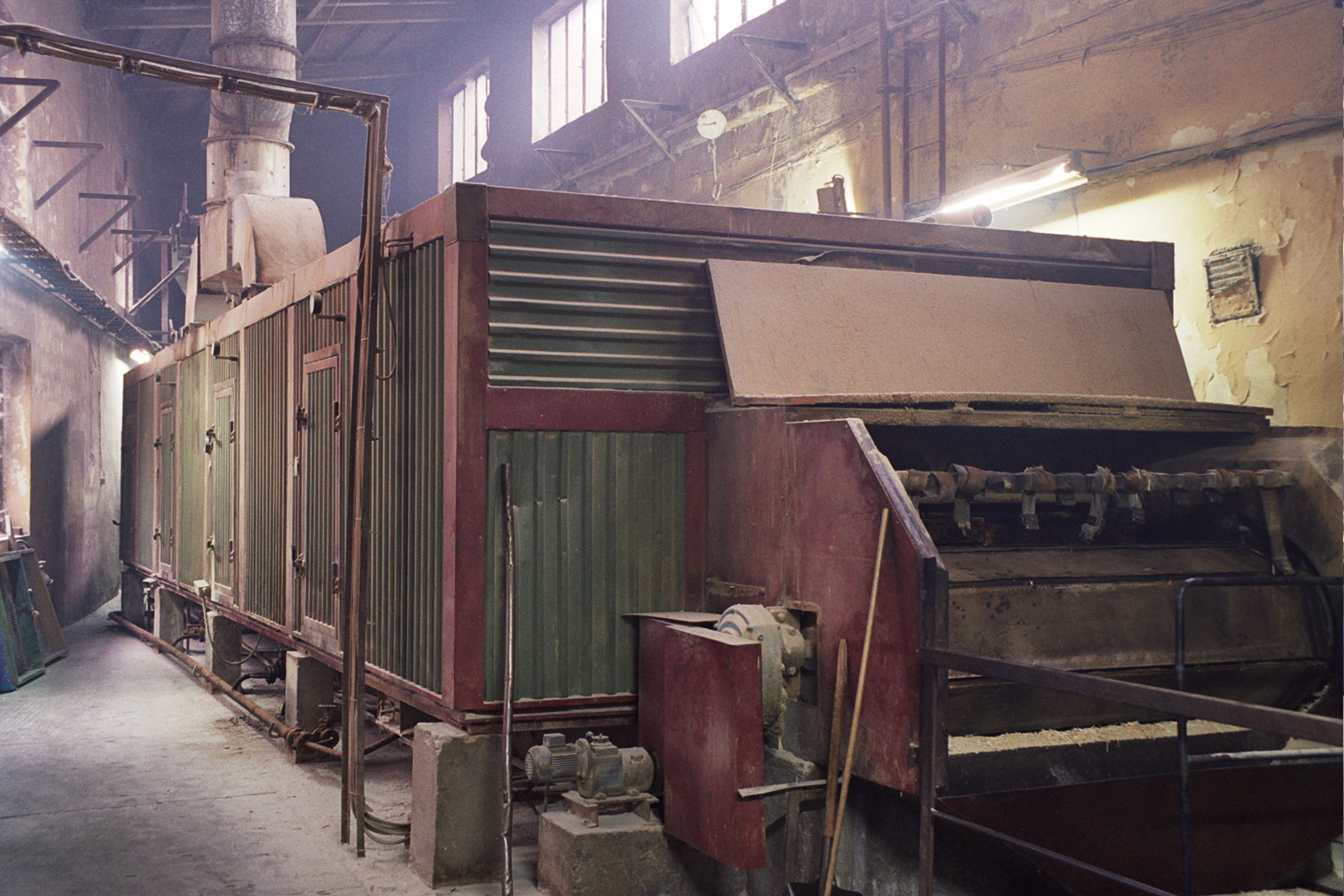
Suszarnia patyczków zapałczanych

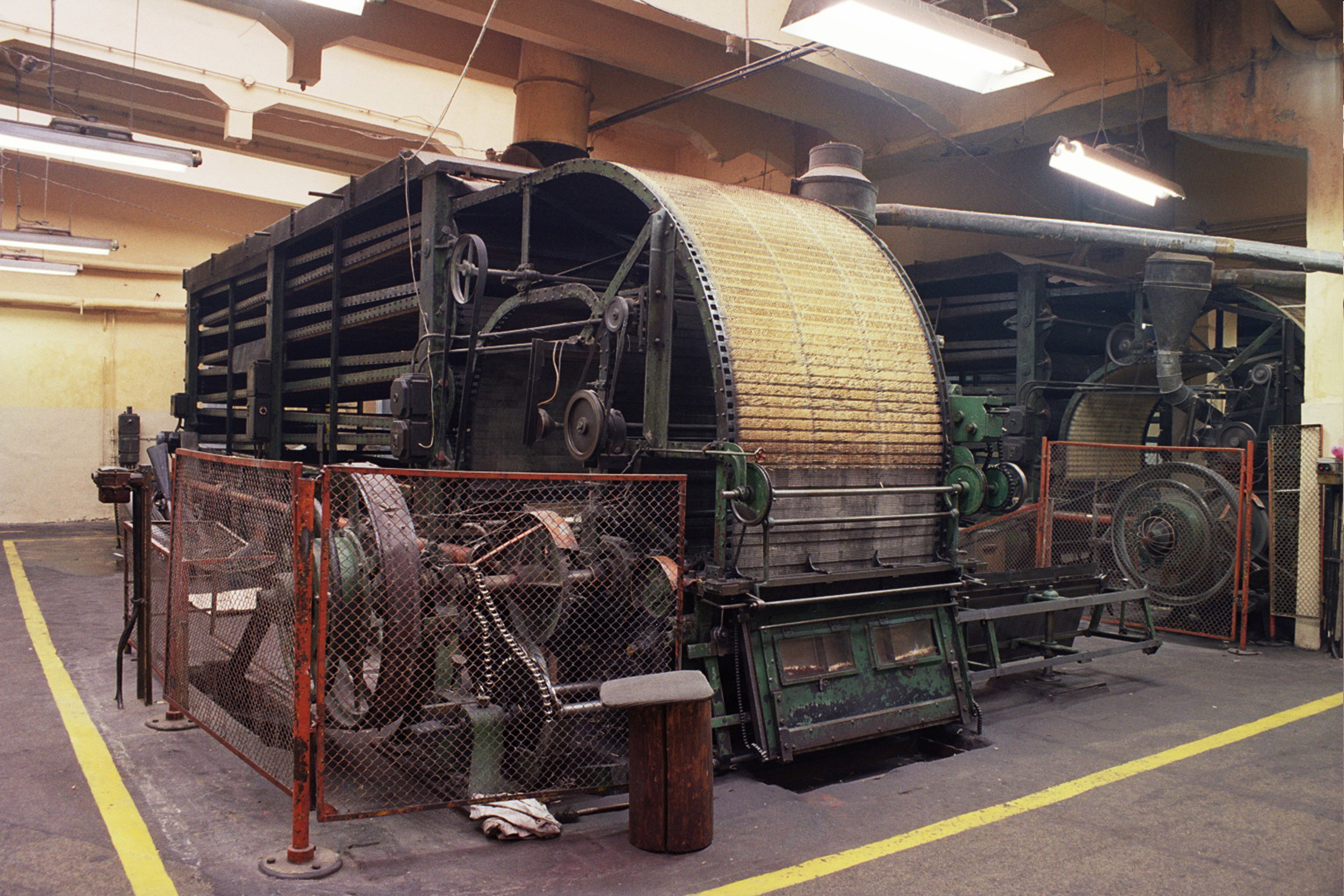
Automat zapałczany

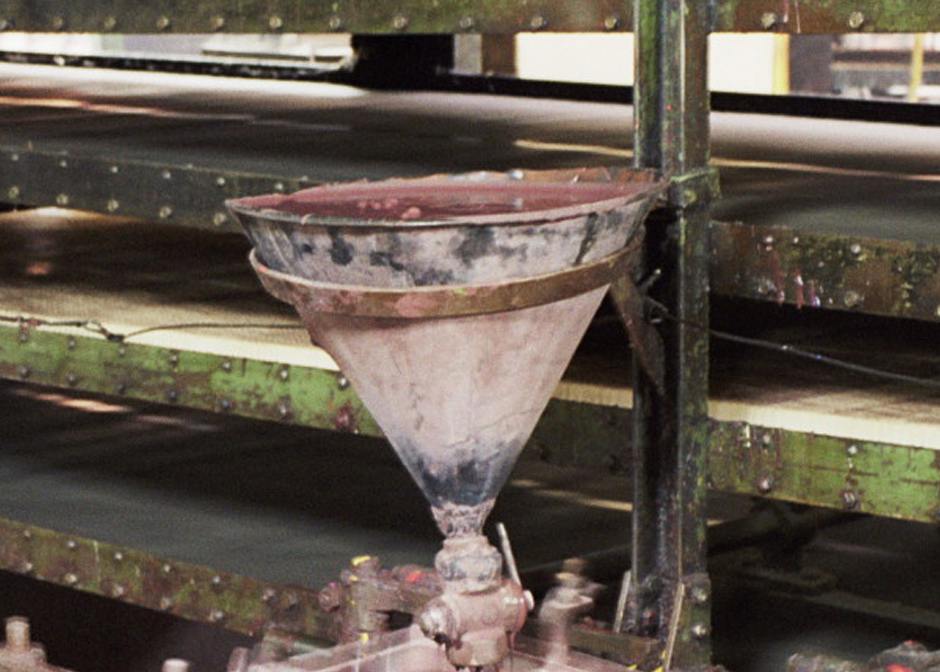
Masa zapałczana

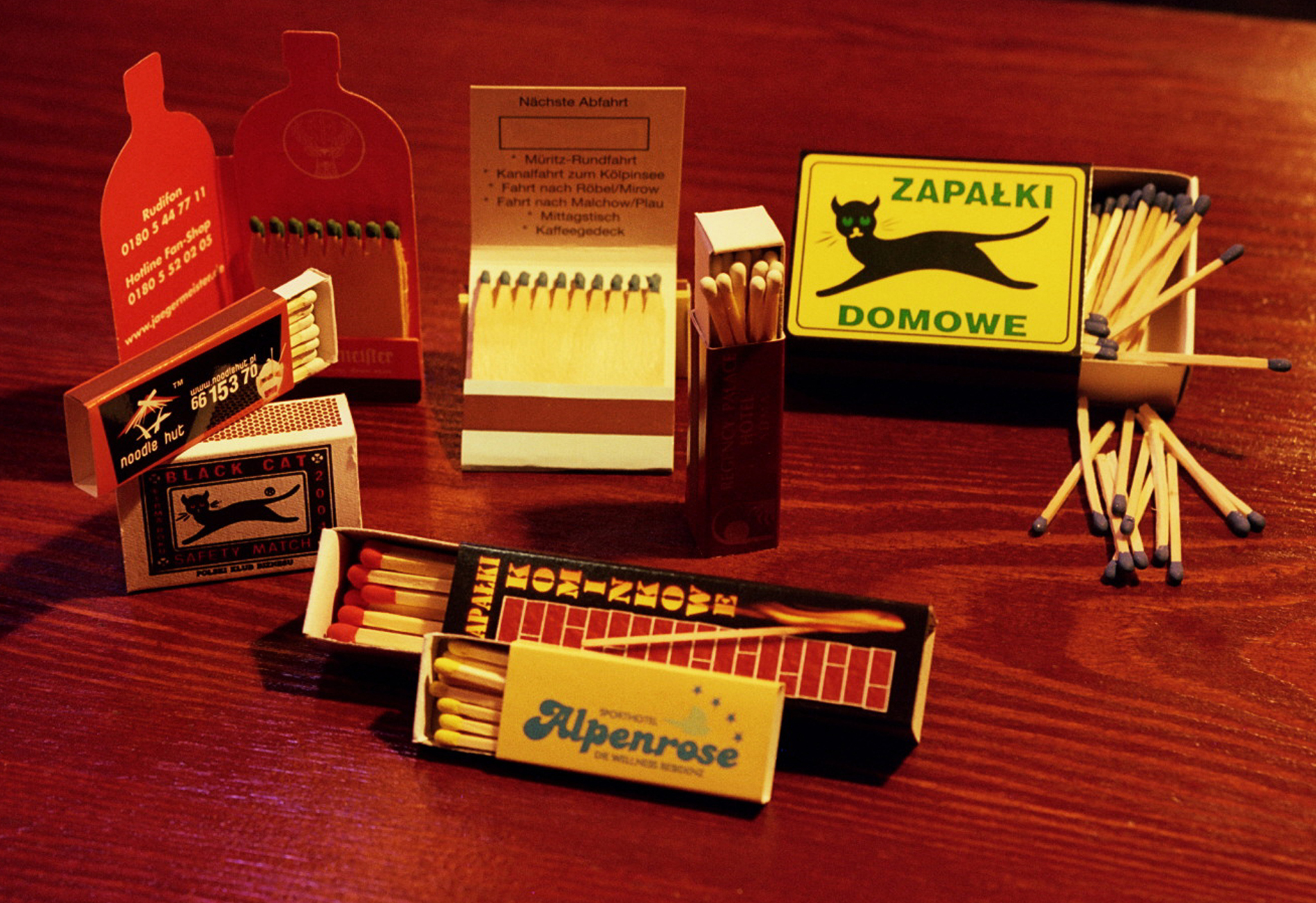
Zapałki produkowane obecnie w fabryce

Muzeum Produkcji Zapałek w Częstochowie – muzeum w Częstochowie, posiadające ekspozycje w dwóch salach wystawowych oraz w niedziałającym od 2010 roku zakładzie produkcyjnym – Częstochowskich Zakładach Przemysłu Zapałczanego SA, wykorzystującym linię technologiczną z lat 30. XX wieku.
Jest ono jedną z atrakcji  Szlaku Zabytków Techniki Województwa Śląskiego.

## Historia fabryki
Zakład produkujący zapałki powstał w 1881 roku z inicjatywy wrocławskich przedsiębiorców Karola von Gehliga i Juliana Hucha i był pierwszą fabryką zapałek na ziemiach polskich. Produkcję rozpoczęto w 1882 roku. W 1910 r. firmę kupiło Towarzystwo Akcyjne Sachs i Piesch z Tomaszowa Mazowieckiego, które zamknęło fabrykę w Tomaszowie Mazowieckim i rozbudowało tę częstochowską. W 1912 roku właścicielem fabryki zostało petersburskie Towarzystwo Akcyjne W.A. Łapszyn. W 1913 roku nakręcono tu film „Pożar zapałczarni 16 czerwca 1913 roku”, będący jednym z najstarszych zachowanych polskich dokumentów filmowych. Straty oszacowano na 150 tys. rubli. Charakterystyczne dla częstochowskich zapałek jest pakowanie ich do pudełek z etykietą, na której jest czarny kot. Próby podrabiania tego znaku handlowego miały miejsce jeszcze w okresie międzywojennym. W latach 1922–1923 fabrykę zakupiło nowo powstałe Polskie Towarzystwo Przemysłu Zapałczanego SA, a po utworzeniu Polskiego Monopolu Zapałczanego w 1925 roku fabryka została wydzierżawiona Spółce Akcyjnej do Eksploatacji Państwowego Monopolu Zapałczanego. Fabryka została szybko zmodernizowana po pożarze z 18 czerwca 1930 roku i wyposażona w maszyny firmy Durlach, wyprodukowane w latach 1926–1930.
Podczas II wojny światowej pod niemieckim zarządem, po wojnie upaństwowiona, od 1951 roku pod nazwą Częstochowskie Zakłady Przemysłu Zapałczanego. W 1997 roku została pracowniczą spółką akcyjną. W 2002 roku przy fabryce powstało Muzeum Produkcji Zapałek, którego ekspozycją jest linia produkcyjna, dokumenty, kolekcja etykiet zapałczanych, wystawa rzeźb wykonanych z jednej zapałki i seans filmu dokumentalnego z pożaru w 1913 roku. Po raz ostatni fabryka płonęła 15 marca 2008 roku, straty oszacowano na minimum 2,5 mln zł. W 2010 roku Muzeum Produkcji Zapałek zostało wpisane do rejestru zabytków, opracowana została przez Urząd Marszałkowski i przez Urząd Miasta Częstochowy koncepcja komercjalizacji muzeum, władze muzeum złożyły do ministra kultury i dziedzictwa narodowego wniosek o uznanie fabryki za Pomnik Historii. W 2013 roku komornik bezskutecznie próbował znaleźć chętnego do kupna muzeum, a w maju 2015 roku Zakład Ubezpieczeń Społecznych złożył w sądzie wniosek o upadłość muzeum.
Muzeum znajduje się na Szlaku Zabytków Techniki Województwa Śląskiego.

## Fabryka zapałek obecnie
Główną częścią muzeum jest fabryka, która od roku 2010 już nie produkuje. Osoby odwiedzające muzeum mogą obejrzeć zabytkowy park maszynowy oraz prześledzić cały cykl produkcyjny od korowania drewna przez wytwarzanie patyczków po pakowanie zapałek do pudełek. Technologia produkcji nie zmieniła się w praktyce od 1913 do czasów współczesnych.
W głównej sali znajdują się dokumenty związane z przemysłem zapałczanym oraz stała wystawa Rzeźby z jednej zapałki Anatola Karonia. W drugiej znajduje się wystawa filumenistyczna, w której eksponowane są etykiety pudełek po zapałkach z czasów dwudziestolecia międzywojennego oraz z czasów powojennych i współczesnych.

### Proces produkcji zapałek
1. Przygotowywanie drewna osikowego lub olchowego, z którego wytwarza się mierzące 64 cm wyrzynki;
2. Poddawanie wyrzynki złuszczeniu w efekcie czego uzyskiwane są cienkie 2,2 mm płyty.
3. Cięcie płyt (taśmy) w sieczkarce na patyczki zapałczane o wymiarach 2,2 × 2,2 mm.
4. Impregnowanie patyczków roztworem dihydrofosforanu (V) amonu NH4(H)2PO4.
5. Suszenie patyczków w suszarniach.
6. Polerowanie patyczków w bębnach polerujących.
7. Segregowanie patyczków na sitach.
8. Przesył pneumatyczny do automatów zapałczanych.
9. Nabijanie patyczków w otwory ram automatów zapałczanych.
10. Nasycanie końcówek patyczków w parafinie.
11. Formowanie łebków poprzez zanurzenie patyczków w masie zapałczanej.
12. Suszenie zapałek i wybijanie ich z otworków w szabikach.
13. Układanie zapałek w kasetach.
14. Napełnianie pudełek w ładownicach.

W fabryce do 2010 roku produkowało się zapałki z popularnej serii Black Cat, jak również niestandardowe – grillowe, kominkowe, sztormowe i reklamowe.